# Grupo Gestair
Gestair es una empresa de aviación ejecutiva con sede en Madrid, España y en La Valeta, Malta, en funcionamiento desde 1977. Es la compañía de aviación ejecutiva líder en España y una de los principales referentes del sector en Europa. Opera una gran variedad de servicios incluyendo aerotaxi, mantenimiento de aeronaves, servicios de compra-venta de aeronaves, consultoría en aviación y gestión de aeronaves de terceros. Cuenta con la flota más versátil y amplia del sur de Europa. Pertenece a GPF Capital desde el año 2019 y ha desarrollado tres áreas de negocio (Gestair Aviation, Gestair MRO y Gestair Aeroplanning) en torno a las necesidades de sus clientes, para ofrecer un servicio integral 360° en aeronáutica.
Dispone de dos hangares en el Aeropuerto Adolfo Suárez Madrid-Barajas de 23.000m2, únicos en el Sur de Europa, un equipo de ingenieros y técnicos que siguen rigurosamente los programas de calidad de cada fabricante de aviones privados y comerciales para garantizar los más altos niveles de calidad.

## Flota actual
La flota de Gestair está compuesta de las siguientes aeronaves:
| Aeronaves                  | En servicio | Pasajeros | Alcance             |
| -------------------------- | ----------- | --------- | ------------------- |
| Bombardier Global 6500     | 1           | 15        | Ultra Largo Alcance |
| Bombardier Global 6000     | 2           | 18        | Ultra Largo Alcance |
| Bombardier Global Express  | 4           | 13-18     | Ultra Largo Alcance |
| Gulfstream G650            | 5           | 13-18     | Ultra Largo Alcance |
| Gulfstream G550            | 1           | 15        | Ultra Largo Alcance |
| Dassault Falcon 7X         | 1           | 13        | Largo Alcance       |
| Bombardier Challenger 605  | 1           | 10        | Largo Alcance       |
| Gulfstream G450            | 1           | 13        | Largo Alcance       |
| Embraer Legacy 650         | 1           | 14        | Largo Alcance       |
| Dassault Falcon 2000       | 5           | 8-10      | Largo Alcance       |
| Gulfstream G200            | 3           | 10        | Largo Alcance       |
| Cessna Citation Latitude   | 1           | 6         | Medio Alcance       |
| Cessna Citation Sovereign+ | 1           | 9         | Medio Alcance       |
| Cessna Citation Sovereign  | 2           | 8-10      | Medio Alcance       |
| Cessna Citation XLS+       | 3           | 8         | Medio Alcance       |
| Cessna 560XL               | 1           | 8         | Corto Alcance       |
| Pilatus PC-24              | 1           | 7-8       | Corto Alcance       |

## Flota histórica
| Aeronaves                    | Total | Introducido | Retirado |
| ---------------------------- | ----- | ----------- | -------- |
| Aerospatiale SN-601 Corvette | 2     | 1978        | 1992     |
| Beechcraft 390               | 1     | 2003        | 2014     |
| Beechcraft Super King Air    | 5     | 1987        | 2015     |
| Boeing 757-200F              | 2     | 2008        | 2013     |
| Boeing 767-300F              | 2     | 2010        | 2013     |
| CASA C-212 Aviocar           | 6     | 1981        | 1997     |
| Cessna 172                   | 1     | 1981        | 1986     |
| Cessna 421                   | 1     | ??          | ??       |
| Cessna 425 Conquest          | 1     | 1986        | 1988     |
| Cessna 500 Citation I        | 2     | 1973        | 2006     |
| Cessna 510 Citation Mustang  | 1     | 2008        | 2008     |
| Cessna 525 CitationJet       | 7     | 1998        | 2009     |
| Cessna 550 Citation II       | 3     | 1991        | 2008     |
| Cessna 650 Citation III      | 1     | 1997        | 1997     |
| Dassault Falcon 10           | 2     | 1993        | ??       |
| Dassault Falcon 20           | 3     | 1991        | 2007     |
| Dassault Falcon 50           | 2     | 1998        | 2000     |
| Dassault Falcon 900          | 6     | 1991        | 2018     |
| Embraer ERJ-135              | 2     | 2007        | 2014     |
| Gulfstream III               | 1     | 2004        | 2007     |
| Gulfstream IV                | 2     | 1998        | 2007     |
| Gulfstream V                 | 4     | 2003        | 2021     |
| Hawker 400XP                 | 1     | 2007        | 2021     |
| Hawker 800XP                 | 1     | 2005        | 2011     |
| Hawker 900XP                 | 1     | 2007        | 2013     |
| IAI 1125 Astra               | 1     | 1996        | 1997     |
| IAI Westwind                 | 2     | 1996        | 2009     |
| Learjet 35                   | 2     | 1978        | 1983     |
| Learjet 45                   | 1     | 2003        | 2005     |
| Learjet 55                   | 1     | 1984        | ??       |
| Piper PA-31 Navajo           | 2     | 1977        | 1981     |
| Saab 340                     | 1     | 2003        | 2004     |
| Socata TBM-850               | 1     | 2008        | 2011     |
| Swearingen Metro III         | 1     | 2001        | 2007     |